# ピクチャーズ・フォー・プレジャー
『ピクチャーズ・フォー・プレジャー』（Pictures for Pleasure）は、アメリカ合衆国のロック・ミュージシャン、チャーリー・セクストンが1985年に発表した初のスタジオ・アルバム。

## 背景
ビリー・アイドル等の作品を手がけてきたキース・フォーシーがプロデューサーに起用され、フォーシーは本作からのシングル曲「ビーツ・ソー・ロンリー」のソングライティングにも貢献した。マイク・チャップマンとホリー・ナイトの共作による「スペース」は、元々は本作のために書き下ろされた曲で、後にチープ・トリックのアルバム『永遠の愛の炎』（1988年）でカヴァーされた。

## 反響・評価
母国アメリカでは、1985年11月30日付のBillboard 200で初登場138位となり、1986年3月22日には最高15位を記録して、合計34週にわたり全米トップ200入りした。日本初回盤LP (MCA-13250)は1986年2月25日に発売され、オリコンLPチャートでは14週トップ100入りし、最高4位を記録するヒットとなった。ニュージーランドでは1986年6月1日付のアルバム・チャートで47位を記録した。
本作からのシングル「ビーツ・ソー・ロンリー」は、アメリカのBillboard Hot 100で17位、ニュージーランドのシングル・チャートでは34位を記録した。なお、この曲はジョン・ヒューズ製作の映画『恋しくて』のパーティーの場面で使用された。
Stephen Thomas Erlewineはオールミュージックにおいて5点満点中4点を付け「この10代のギタリストは、出身地のテキサス州オースティンで、ブルースやルーツ・ロックの素養を身に着けていたが、当時の商業音楽界では、そうした音楽への需要は限られており、ドラムマシンやシンセサイザーを積み重ねた音作りにならざるを得なかった」「セクストンが後に発表した、より厳格なブルース指向の作品の多くと比較すると、より興味深く楽しめるレコードである」と評している。

## 収録曲
1. インプレスト - "Impressed" (Robert Wilson, Steve Krikorian) - 4:20
2. ビーツ・ソー・ロンリー - "Beat's So Lonely" (Charlie Sexton, Keith Forsey) - 5:16
3. レストレス - "Restless" (C. Sexton, Andrew Williams) - 4:59
4. ホールド・ミー - "Hold Me" (Little Jack Little, David Oppenheim, Ira Schuster) - 4:29
5. ピクチャーズ・フォー・プレジャー - "Pictures for Pleasure" (C. Sexton, Nigel Harrison) - 4:59
6. テル・ミー - "Tell Me" (C. Sexton) - 4:23
7. アトラクションズ - "Attractions" (C. Sexton) - 4:31
8. ユー・ドント・ビロング・ヒア - "You Don't Belong Here" (S. Krikorian) - 4:59
9. スペース - "Space" (Mike Chapman, Holly Knight) - 3:32

## 参加ミュージシャン
- チャーリー・セクストン - ボーカル、ギター、ベース、ピアノ、キーボード、ドラム・プログラミング
- アーサー・バロウ - ベース、キーボード、ドラム・プログラミング
- キース・フォーシー - ドラム・プログラミング
- リッチー・ズィトー、スティーヴ・シフ - アディショナル・ギター
- スコット・ウィルク - アディショナル・キーボード
- マーチャント・バンカーズ - バックグラウンド・ボーカル